# Tau-Herkuliden
Bei den Tau-Herkuliden handelt es sich um einen Meteorstrom, welcher vom 19. Mai bis zum 19. Juni aktiv ist. Gewöhnlich hat dieser Meteorstrom, dessen Ursprungskörper der Komet 73P/Schwassmann-Wachmann 3 ist, eine geringe Aktivität von etwa 2 Meteoren pro Stunde. Die beste Beobachtungszeit ist die erste Nachthälfte, da sein Radiant von mitteleuropäischen Breitengraden aus fast im Zenit steht.
Als der Komet 73P/Schwassmann-Wachmann im Jahre 1930 entdeckt wurde, deuteten die vorläufigen Ergebnisse der Bahnbestimmungen des Kometen darauf hin, dass eine erhöhte Zahl an Meteoren möglich sei. Bei Beobachtungen wurden am 9. Juni 1930 in einer Stunde 59 Meteore und am 10. Juni binnen 30 Minuten 36 Meteore gesichtet. Der Radiant lag bei einer Rektaszension von 15h44m und einer Deklination von +41°. In späteren Jahren wurden jedoch nur noch wenige Tau-Herkuliden gesichtet.
Im Mai 2006 passierte 73P/Schwassmann-Wachmann 3 die Erdbahn in knapp 0,07 AE. Obwohl dieser Abstand eigentlich für eine erhöhte Aktivität zu groß war, wurde der Strom aufgrund des am zerbrechenden Ursprungskörpers aufmerksam beobachtet. Es wurde jedoch nur eine niedrige Rate an Tau-Herkuliden verzeichnet.
Ende Mai 2022 kreuzte das aus dem Jahr 1995 freigesetzte Kometenmaterial von Schwassmann-Wachmann 3, als der Komet in mehrere Teile zerbrach, die Erdbahn. Am 31. Mai 2022 erreichte der Strom gegen 5 Uhr (UT) mit einer ZHR von etwa 50 Meteore pro Stunde sein Maximum. Die meisten der beobachteten Meteore, die mit etwa 12 Kilometer die Sekunde in die Erdatmosphäre eintraten, besaßen eine Helligkeit von 1 bis 3 mag. In den folgenden Jahren werden keine höhere Meteoraktivität erwartet. Erst für das Jahr 2049 deuten Prognosen auf eine höhere Rate hin.